# ألين ألي
ألين ألي (بالإنجليزية: Allen Alley)‏ هو شخصية أعمال أمريكي، ولد في 3 أغسطس 1954 في كالامازو في الولايات المتحدة.

## وصلات خارجية
- الموقع الرسمي